# 20 (numero)
Venti (cf. latino viginti, greco εἴκοσι) è il numero naturale dopo il 19 e prima del 21.

## Proprietà matematiche
- È un numero pari.
- È un numero composto con i seguenti 6 divisori: 1, 2, 4, 5, 10, 20. Poiché la somma dei divisori (escluso il numero stesso) è 22 > 20, è un numero abbondante.
- È un numero tetraedrico, la somma di primi quattro numeri triangolari.
- È un numero di Harshad nel sistema numerico decimale.
- È un numero colombiano nel sistema numerico decimale.
- È un numero semiperfetto, perché è la somma di alcuni dei suoi fattori: 20 = 10 + 5 + 4 + 1.
- È la somma di due quadrati, 20 = 22 + 42.
- Approssima con precisione dello 0,9‰ la semplice espressione eπ-π che utilizza i due importanti numeri trascendenti.
- È parte delle terne pitagoriche (12, 16, 20), (15, 20, 25), (20, 21, 29), (20, 48, 52), (20, 99, 101).
- È un numero palindromo nel sistema di numerazione posizionale a base 3 (202).
- È un numero pratico.
- È un numero congruente.
- È un numero malvagio.
- È un numero oblungo, ovvero della forma n(n+1).

## Chimica
- È il numero atomico del Calcio (Ca).

## Astronomia
- 20D/Westphal è una cometa periodica del sistema solare.
- 20 Massalia è un asteroide della fascia principale battezzato così in onore della città di Marsiglia.
- L'oggetto M20  nel Catalogo di Messier è la Nebulosa Trifida.
- NGC 20 è una galassia lenticolare della costellazione di Andromeda.

## Astronautica
- Cosmos 20 è un satellite artificiale russo.

## Biologia
- Il numero di aminoacidi proteinogenici, che sono codificati dal codice genetico umano.

## Simbologia

### Smorfia
- Nella smorfia il numero 20 è la festa.

### Giochi
- Nel gioco degli scacchi, entrambi i giocatori hanno 20 prime mosse tra cui scegliere.
- Nella risoluzione del cubo di Rubik, 20 è chiamato "il numero di Dio" poiché non esiste alcuna combinazione del cubo che non possa essere risolta entro 20 mosse.
- Nelle partite standard del gioco Magic: l'Adunanza ogni giocatore inizia la partita con 20 punti vita.
- Nelle partite a D&D, il risultato di "20" naturale con un dado a 20 facce viene chiamato in gergo "Critico".

## Cabala
- Venti in ebraico si scrive עשרים, la somma delle lettere che formano la parola è uguale a 620 che corrisponde allo stesso valore numerico della parola della prima sephirot כתר.

## Numerologia
- È la base del Sistema di numerazione maya.
- È la base del Sistema di numerazione gallico.

## Convenzioni

### Calendario
- È l'età in cui si diventava maggiorenni in Giappone fino al 2022.

### Informatica
- La IANA raccomanda l'utilizzo di questo numero di porta nel protocollo FTP dati.

## Termini derivati
- Il sistema numerico vigesimale (a base 20 e che veniva usato dai Maya) comprendeva l'uso dello zero.

## Televisione
- 20 Mediaset, emittente televisiva italiana.